# Two Rivers, Wisconsin (city)
Two Rivers är en stad (city) i Manitowoc County, Wisconsin, USA. 
Staden omges av en kommun (town) som också heter Two Rivers.